# ジャン＝グザヴィエ・ルフェーヴル
ジャン＝グザヴィエ・ルフェーヴル（Jean Xavier Lefèvre, 1763年3月6日 - 1829年11月9日）は、スイス生まれのフランスのクラリネット奏者、作曲家。

## 生涯
ルフェーヴルはスイスのローザンヌに生まれた。早くからパリへと移り住み、その地で長く過ごすことになる。1778年、彼は15歳でフランスの軍楽隊へと入隊した。フランス革命の年に国軍が編成されるとそこで演奏を行うようになり、1790年からはその代理指揮者に就任している。
彼は当時のパリで有名だったクラリネット奏者のミシェル・ヨストに師事し、1783年から1791年にかけてはしばしばソリストとして有名なオーケストラと協奏曲を演奏した。1786年のヨストの死後は、ルフェーヴルがその後継者とみなされるようになった。1807年からはインペリアル・チャペルの首席奏者となり、生涯この職を務めた。1791年から1817年には、パリのオペラの管弦楽団にも所属した。また、パリ音楽院で教鞭も執っている。ここでの教え子にはベルンハルト・クルーセルやクロード・フランソワ・ビュトー（Claude François Buteux）などがおり、彼の生徒の多くが一等賞を獲得している。
ルフェーヴルはクラリネットの発展に寄与しており、当時はまだ未発達だったこの楽器に改良を加えている。1802年に出版したクラリネット奏法に関する著書は大きな成功を収め、ドイツ語やイタリア語への翻訳も行われた。作曲家としては木管楽器のための楽曲を作曲しており、しばしばクラリネットを独奏楽器に置いている。また、ブラスバンドのための楽曲も多く遺している。
1814年にレジオンドヌール勲章を受章したルフェーヴルは、1829年にパリで没した。

## 主要作品

### 管弦楽曲
- クラリネット協奏曲第3番 変ホ長調
- クラリネット協奏曲第4番 変ロ長調
- クラリネット協奏曲第6番 変ロ長調

### 吹奏楽曲
- 賛美歌 1795年
- 序曲
- Marche et pas redoublé
- 行進曲 ヘ長調 (W. 116)
- 行進曲 ニ短調 (W. 117)
- 行進曲 ヘ長調 (W. 118)
- 行進曲 ヘ長調 (W. 119)
- 行進曲 ヘ長調 (W. 120)
- 行進曲 ヘ長調 (W. 121)
- Pas redoublé C-Dur (W. 122)
- Pas redoublé F-Dur (W. 123)
- Pas redoublé g-Moll (W. 124)
- Pas redoublé C-Dur (W. 125)
- Pas redoublé F-Dur (W. 126)
- Pas redoublé F-Dur (W. 127)
- 軍隊行進曲 ヘ長調
- Pas de manoeuvre F-Dur
- Hymne pour le Agriculture

### 室内楽曲
- 「クラリネットの技法 Méthode de Clarinette」からの5つのソナタ 1802年
- クラリネットとコンティヌオのための「ソナタ 変ロ長調」 1802年
  1. Allegro
  2. Adagio
  3. Tempo di Minuetto
  4. Minore
- クラリネットとコンティヌオのための「ソナタ ヘ長調」
  1. Allegro moderato
  2. Adagio
  3. Allegro
- クラリネットとファゴットのための「ソナタ第5番 ニ短調」 1803年
- 2つのクラリネットのための「6つの二重コンチェルタンテ」 Op.9 1810年
- クラリネットとピアノのための「ソナタ第7番 ト長調」
- クラリネットとファゴットのための「3つのソナタ」 Op.12
- クラリネット、ヴァイオリン、ビオラとチェロのための「四重奏曲第4番 ハ短調」

協奏曲がテューダー（TUDOR）レーベルに、ソナタがキングレコードに録音されている。